# Kruzifix An der Kirche 6 (Mönchengladbach)

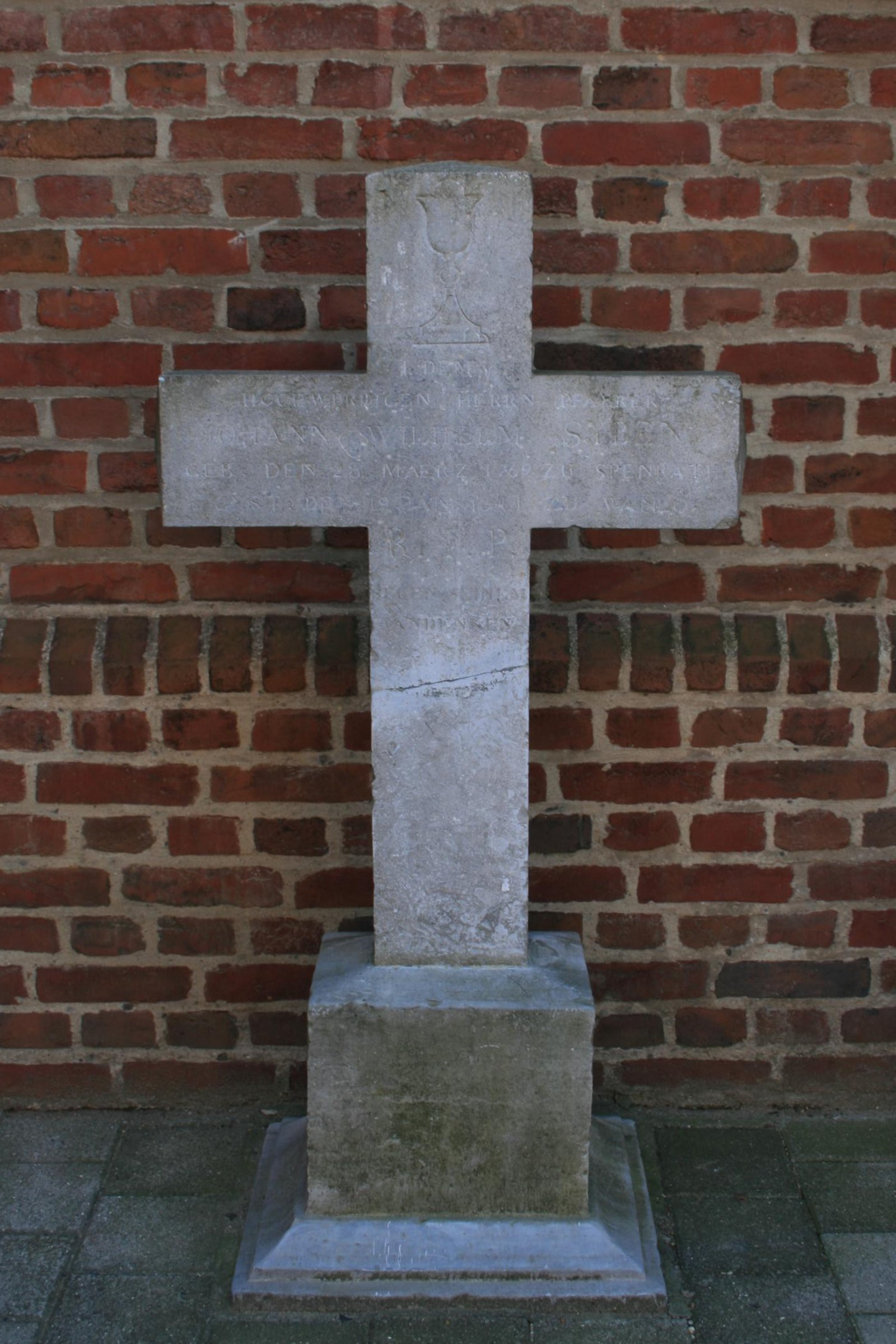
Kruzifix (2010)

Das Kruzifix An der Kirche 6 steht im Stadtteil Wanlo in Mönchengladbach (Nordrhein-Westfalen). Es wurde im 19. Jahrhundert erbaut. Das Kreuz ist unter Nr. A 036 am 18. August 1994 in die Denkmalliste der Stadt Mönchengladbach eingetragen worden.

## Architektur
Das Objekt liegt unmittelbar nördlich der Kirche St. Mariä Himmelfahrt in Wanlo.
Vor der nördlichen Seitenschiffwand steht zwischen zwei Strebepfeilern ein Schaftkreuz auf gegliedertem Sockel. Auf einer Betonbodenplatte liegt eine rechteckige Sockelplatte, die über ein tragendes Karnies in einen hochformatigen, rechteckigen Kubus überleitet. Dieser dient als Basis für das schlichte Schaftkreuz, dessen Balkenkopf einen als Tiefrelief gestalteten Kelch und dessen Querbalken eine nicht mehr vollständig lesbare Inschrift tragen.
Die Inschrift lautet:
'Kelch (-Darstellung)' / DEM / HOCHWÜRDIGEN HERRN PFARRER / JOHANN WILHELM SYBEN / GEB. DEN 28. MAERZ 1769 ZU SPENRATH / GEST. DEN 19. JAN. 1844 ZU WANLO / R.I.P / [...] / [...].
Bei dem Objekt handelt es sich um den – vermutlich versetzten – Gedenkstein des früheren Pfarrers Johann Wilhelm Syben aus Wanlo.